# Плутокрация
Плутокрация (на гръцки: πλουτος – богатство, κράτος – управление) е форма на държавно управление, при която решенията на правителството се основават не на мнението на народа, а се вземат от влиятелен кръг на висшето общество, съставен от богати хора.
Плутокрацията е частен случай на олигархията. В античността, в частност по отношение на Картаген, терминът е много често употребяван, но в съвремието се споменава по-рядко.